# Onewe
Onewe (coréen : 원위, stylisé ONEWE, prononcé : [wʌnˌwi]) est un boys band de pop rock sud-coréen créé en 2015 et composé de cinq membres : Yonghoon, Harin, Kanghyun, Dongmyeong et Giuk.
Onewe s'est formé à l'origine sous le nom de M.A.S 0094 (Make a Sound 0094),. Ils font leurs débuts avec le single numérique Butterfly, Find a Flower le 13 août 2015 sous l'agence Modern Music,. Quelque temps plus tard, ils révèlent deux mini-albums, Feeling Good Day (2016) et Make Some Noise (2017), dernières sorties en tant que M.A.S 0094.
En juin 2017, ils signent un contrat auprès de l'agence Rainbow Bridge World et changent leur nom de groupe pour MAS. En juin 2018, le groupe annonce son nouveau nom définitif, ONEWE. Le 13 mai 2019, leur premier single album intitulé 1/4 en tant que Onewe est révélé,.

## Carrière

### 2015 - 2016: formation et débuts
Formé en mai 2015, M.A.S 0094 est tout d'abord un groupe indépendant faisant des covers de chansons à grande écoute, et reversant les bénéfices au conseil coréen pour les femmes victimes de l'esclavage sexuel militaire par le Japon, appelées femmes de réconfort pendant la Seconde Guerre mondiale.
Le 13 août 2015, le groupe révèle le single numérique Butterfly, Find a Flower.
Le 25 mars 2016, le boys band sort son premier mini-album, Feeling Good Day. L'EP contient six titres, dont la chanson phare Feeling Good et le single numérique Butterfly, Find a Flower qui avait déjà été publié.
Les membres font officiellement leurs débuts le 2 août 2016 avec la chanson After 15 Seconds, dont ils font la promotion sur scène lors de l'émission musicale The Show,,,,.
Le 31 décembre, Onewe est le seul groupe coréen à participer au concert du réveillon du Nouvel An chinois Hello Starlight à Changsha, en Chine.

### 2017 - 2018:Make Some Noise, émissions de télé-réalité et changement de nom
Le 1er janvier 2017, M.A.S 0094 se produit sur scène pendant la performance de Mamamoo lors du KBS Song Festival 2016.
Le 6 janvier, le groupe sort son deuxième EP, Make Some Noise. L'EP contient six pistes dont les singles Make Some Noise et Starlight.
En avril 2017, Dongmyeong représente l'agence RBW dans l'émission de télé-réalité musicale Produce 101 (saison 2). Il est éliminé à la 68e place lors de l'épisode 5.
Le 27 mai, l'agence Modern Music annonce que le groupe quitte l'agence pour rejoindre Rainbow Bridge World.
Le 9 juin, RBW confirme la signature d'un contrat avec le groupe, ainsi que leur nouveau nom, « MAS ».
En octobre 2017, MAS participe à l'émission de télé-réalité musicale The Unit. Dans le 7e épisode, Harin (52e), Yonghoon (58e), CyA (59e) et Kanghyun (61e) sont éliminés. Dongmyeong atteint la finale mais est également éliminé en 16e place.
En juin 2018, RBW révèle que MAS réaliserait ses prochains comebacks sous le nom de Onewe,.
Le 27 septembre, ils sortent le single Last Song, accompagné du clip-vidéo, en featuring avec Oneus.
En tant qu'anciens élèves, Onewe organise des conférences spéciales nommées Cheer Up pour les étudiants et les parents d'élèves de l'Académie de musique ModernK du 26 octobre au 11 novembre.
Le 23 décembre, ils organisent un concert pour Noël intitulé Studio We: Live # 1.

### 2019: débuts en tant que Onewe et sorties auJapon
Le groupe fait ses débuts officiels en tant que ONEWE le 13 mai 2019 avec la sortie de leur premier single album intitulé 1/4, accompagné de la chanson phare Reminisce About All.
Onewe débute au Japon le 7 juin, révélant le même single album, 1/4, version japonaise. Il rentre dans le Top 10 des singles japonais les plus vendus au Tower Records Japan pour le premier semestre de 2019. Ils réalisent ensuite leur premier mini-concert intitulé Japan Mini Live 「~ PROLOGUE ~」.
Le 29 août, le groupe sort son 2e single album intitulé 2/4 avec comme chanson phare Regulus. Le même jour, ONEWE fait la promotion de son nouvel album lors de l'émission M Countdown.
Le 13 octobre, ils organisent un mini-concert intitulé Studio We: LIVE # 3" Fallin ’Good Day.
Le 29 décembre, ils réalisent de nouveau un concert pour Noël intitulé Studio We: LIVE # 4" My Own Band Room.

### 2020:ONE(album)
Le 2 avril, le groupe sort son 3e single album intitulé 3/4 avec le titre phare 모르겠다 고 en featuring avec Hwasa de MAMAMOO. Le single arrive n°12 au classement hebdomadaire du Billboard.
Le premier album studio de ONEWE, intitulé ONE, sort le 26 mai 2020, comprenant les morceaux de leurs versions précédentes ainsi que trois nouvelles chansons, dont le titre phare End of Spring. La chanson a un grand succès, notamment à l'étranger, et arrive n°2 au classement hebdomadaire du Billboard.

### 2021:PLANET NINE: ALTER EGO(1er mini-album)
Le 16 juin 2021, le groupe sort son premier mini-album, intitulé Planet Nine : Alter Ego. Le titre phare est 비를 몰고 오는 소년 (Rain To Be), dont le clip sort le jour même sur la chaîne YouTube officielle de ONEWE, ainsi que sur celle de 1thek.

### 2022:Planet Nine: Voyager
Le 4 janvier 2022, ONEWE révèle son second EP intitulé Planet Nine: Voyager, avec comme titre phare Universe_.

## Membres
| Nom de scène            | Nom de scène | Nom de naissance | Nom de naissance | Date de naissance | Nationalité | Position                                                        | Date d'entrée au service militaire |
| Romanisé                | Coréen       | Romanisé         | Coréen           | Date de naissance | Nationalité | Position                                                        | Date d'entrée au service militaire |
| ----------------------- | ------------ | ---------------- | ---------------- | ----------------- | ----------- | --------------------------------------------------------------- | ---------------------------------- |
| Yonghoon                | 용훈         | Jin Yong Hoon    | 진용훈           | 17 août 1994      | Sud-coréen  | Leader, chanteur principal, claviériste, Hyung (le plus âgé)    | 12 juillet 2022 - 11 janvier 2024  |
| Harin                   | 하린         | Ju Ha Rin        | 주 하린          | 29 mars 1998      | Sud-coréen  | Batteur                                                         |                                    |
| Kanghyun                | 강현         | Kang Hyun Gu     | 강현구           | 24 novembre 1998  | Sud-coréen  | Guitariste                                                      | 02 août 2022 - 1er février 2024    |
| Dongmyeong              | 동명         | Son Dong Myeong  | 손동명           | 10 janvier 2000   | Sud-coréen  | Chanteur principal, visuel, claviériste                         |                                    |
| Giuk (anciennement CyA) | 기욱         | Lee Gi Wook      | 이기욱           | 24 janvier 2000   | Sud-coréen  | Rappeur principal, bassiste, guitariste, Maknae (le plus jeune) |                                    |

## Discographie

### Albums
| Titre | Détails                                                             | Positions | Ventes                 |
| Titre | Détails                                                             | COR       | Ventes                 |
| ----- | ------------------------------------------------------------------- | --------- | ---------------------- |
| One   | - Sortie : 26 mai 2020 - Label : RBW - Formats : CD, téléchargement | 13        | - Corée du Sud : 9,829 |

### Mini-albums
| Titre                   | Détails                                                                           | Positions | Ventes  |
| Titre                   | Détails                                                                           | COR       | Ventes  |
| ----------------------- | --------------------------------------------------------------------------------- | --------- | ------- |
| Feeling Good Day        | - Sortie : 25 mars 2016 - Label : Modern K - Formats : CD, téléchargement         | —         | NC      |
| Make Some Noise         | - Sortie : 6 janvier 2017 - Label : Modern K - Formats : CD, téléchargement       | —         | NC      |
| STUDIO WE (Demo Album)  | - Sortie : 16 octobre 2020                                                        | —         | NC      |
| MEMORY : illusion       | - Sortie : 11 décembre 2020                                                       | —         | NC      |
| Planet Nine : Alter Ego | - Sortie : 16 juin 2021                                                           | —         | NC      |
| Planet Nine: Voyager    | - Sortie : 4 janvier 2022 - Label : RBW - Formats : CD, téléchargement, streaming | 14        | À venir |

### Single albums
| Titre    | Détails                                                                        | Positions | Ventes |
| Titre    | Détails                                                                        | COR       | Ventes |
| -------- | ------------------------------------------------------------------------------ | --------- | ------ |
| 1/4      | - Sortie : 13 mai 2019 - Label : RBW - Formats : téléchargement                | —         | NC     |
| 2/4      | - Sortie : 29 août 2019 - Label : RBW - Formats : téléchargement               | —         | NC     |
| Timeless | - Sortie : 20 mai 2022 - Label : RBW - Formats : CD, téléchargement, streaming | —         | 12 331 |

### Singles
| Titre                                      | Année  | Positions | Positions | Positions | Ventes        | Albums             |
| Titre                                      | Année  | COR       | JPN       | US World  | Ventes        | Albums             |
| Coréen                                     | Coréen | Coréen    | Coréen    | Coréen    | Coréen        | Coréen             |
| ------------------------------------------ | ------ | --------- | --------- | --------- | ------------- | ------------------ |
| Butterfly, Find a Flower (나비‚ 꽃을 찾다) | 2015   | —         | —         | —         | NC            | Feeling Good Day   |
| Feeling Good                               | 2016   | —         | —         | —         | NC            | Feeling Good Day   |
| Starlight (별보다 빛나는)                  | 2016   | —         | —         | —         | NC            | Make Some Noise    |
| Make Some Noise                            | 2017   | —         | —         | —         | NC            | Make Some Noise    |
| Reminisce About All                        | 2019   | —         | —         | —         | NC            | One                |
| Regulus                                    | 2019   | —         | —         | —         | NC            | One                |
| Q (모르겠다고) (feat. Hwasa)               | 2020   | —         | —         | 12        | NC            | One                |
| End of Spring (나위 계절 봄은 끝났다)      | 2020   | —         | —         | —         | NC            | One                |
| STAR (별)                                  | 2021   |           |           |           |               | STAR               |
| STAY (feat. Oneus)                         | 2022   | —         | —         | —         |               | STAY               |
| Japonais                                   |        |           |           |           |               |                    |
| Reminisce About All (다 추억)              | 2019   | —         | 38        | —         | - JPN : 1,610 | Singles hors album |
| Regulus (야행성)                           | 2019   | —         | —         | —         | - JPN : 1,581 | Singles hors album |
|                                            |        |           |           |           |               |                    |

Featurings
- 2018 : Last Song feat. Oneus
- 2020 : Q (모르겠다고) feat. Hwasa
- 2021 : STAY feat. Oneus